# Gabriels (groupe)
Gabriels est un groupe de musique soul anglo-américain originaire de Los Angeles (Californie). Il est formé en 2016 par le chanteur Jacob Lusk, Ryan Hope et Ari Balouzian.

## Biographie

### Origine et formation
Jacob Lusk naît le 23 juin 1987 à Compton (Californie). Il grandit dans une communauté évangéliste de Los Angeles dans laquelle il apprend le gospel puis il crée sa propre chorale. En 2011, Jacob Lusk participe à la Saison 10 d'American Idol et finit 5e. Il devient choriste pour Gladys Knight, Diana Ross, Beck, St. Vincent, Nate Dogg. En 2016, lorsqu'il rencontre Ryan Hope et Ari Balouzian, Jacob Lusk s'est éloigné de l'industrie musicale : « J'avais traversé quelques contrats de disques qui étaient terribles; J'avais des gens qui me dirigeaient et qui voulaient que je prenne de la drogue et que je perde du poids. J'avais juste fini. Ils essayaient de m'exploiter sexuellement pour obtenir plus de likes. J'ai pensé que si c'est ce que je dois faire pour le faire, alors je n'y arriverai pas ! »,.
Ryan Hope, né à Sunderland au Royaume-Uni étudie les arts à Leeds puis entame une carrière de réalisateur et réalise des clips pour notamment George Michael, Wiz Khalifa, Sam Smith,  Zayn Malik,,... 
Ari Balouzian, né dans la Vallée de San Fernando en Californie suit des études de musique classique et compose des musiques de film. Séduit par sa musique, Ryan Hope le contacte et en 2016, cherchant tous les deux une musique pour une publicité, ils rencontrent Jacob Lusk et sa chorale,.
Ils sympathisent et décident de monter un trio, intitulé Gabriels, en hommage à St. Gabriels Avenue, à Sunderland, la ville natale de Ryan Hope.

### Les débuts (2018-2021)
En 2018, Gabriels compose une musique pour une publicité pour Prada puis développe le titre qui devient leur premier single Loyalty sous le label belge R&S Records. Pour Le Monde : « [Le titre] scelle leur « pacte musical » autour d’un blues amoureux et d’un frisson de cordes, dignes de celles qui ont accompagné James Brown ou Nina Simone ». 
En 2020, Gabriels sort un deuxième titre In loving memory. Le titre fait partie de la bande originale du film Some Kind of Heaven (en) de Lance Oppenheim (en) et du documentaire Feels Good Man (en) d'Arthur Jones. Au Royaume-Uni, le titre est diffusé par la BBC Radio et est soutenu par le DJ Gilles Peterson. Fin 2020, l'EP Love and Hate in a Different Time est édité. Composé de 5 titres dont In loving memory, c'est un album « un peu hors du temps qui remet au goût du jour le meilleur du Rhythm & Blues, du Gospel et de la Soul dans un univers sonore moderne et délicat » (Radio France). L'album reçoit également le soutien de Elton John : « probablement l'un des disques les plus marquants que j'ai entendus au cours des 10 dernières années », et le groupe est invité dans l'émission anglaise Later... with Jools Holland sur la BBC et dans Jimmy Kimmel Live! sur la chaine américaine ABC,. 
A l'automne 2021, Gabriels fait ses premiers pas sur scène lors d'une tournée européenne de 5 dates dont Berlin, Bruxelles et le Pitchfork Music Festival à Londres et Paris,,. En décembre 2021, le trio sort un deuxième EP de 4 titres Bloodlines sous les labels Elektra (États-Unis) et Parlophone (Royaume-Uni). « Le public pense parfois que nous sommes inspirés par les sixties parce que nous jouons et enregistrons tout en live avec de vrais instruments à vent. Ma voix elle-même n'est jamais modifiée ou retravaillée. C'est ce qui donne cette couleur particulière à notre son, mais nous ne sommes absolument pas un groupe rétro bercé par la Motown » déclare le chanteur Jacob Lusk.

### Angels & Queens(depuis 2022)
Au printemps 2022, Gabriels fait la première partie de la tournée anglaise de la chanteuse Celeste. En juin, le groupe est à l'affiche du Glastonbury Festival en Angleterre aux côtés notamment de Billie Eilish, Paul McCartney, Noel Gallagher. Pour The Guardian : « Ils ont un son fantastique - leur chanteur formé au gospel, Jacob Lusk, a une voix de fausset étonnante, tendre et étrange; leur son touche diversement la soul des années 60, le disco et la pop pré-rock’n’roll aux influences jazz – mais si leurs chansons sont belles, elles sont aussi souvent mesurées et opaques. Ils demandent une attention particulière, ce qu'ils obtiennent : la foule semble ravie »,. 
Le 30 septembre 2022, Gabriels sort son premier album Angels & Queens – Part I coproduit avec Sounwave (en) (Kendrick Lamar, Beyoncé). L'album composé de 7 titres est pour The Independent « d'une réelle profondeur émotionnelle »,, résumé par le groupe comme « une exploration unique de l'amour et de la perte »,. - le titre éponyme Angels & Queens est notamment inspiré par la muse de Dali, Donyale Luna morte d'une overdose. Pour The Guardian, Angels & Queens – Part I pourrait être l'album de l'année. A l'automne, le groupe ouvre les concerts d'Harry Styles lors du festival d'Austin (Texas) et lors de sa tournée en Angleterre.
En 2023, Gabriels est nommé aux Brit Awards dans la catégorie Groupe international de l'année. En avril le groupe se produit au Coachella Festival en Californie et participe à la cérémonie d'ouverture du Festival de Cannes en reprenant Stand by Me de Ben E. King,.
Leur deuxième album Angels & Queens – Part II est sorti le 7 juillet 2023. 

## Discographie
- 2020 : Love And Hate In A Different Time, EP
- 2021 : Bloodlines, EP
- 2022 : Angels & Queens – Part I
- 2023 : Angels & Queens – Part II

## Distinction

### Nomination
- Brit Awards 2023 : Groupe international de l'année

### Citations originales
1. ↑  Citation originale : (en) « I’d gone through a couple of record deals that were terrible; I had people managing me that wanted me to do drugs and lose weight. I was just done. They were trying to exploit me sexually to get more likes. I thought that if this is what I’ve got to do to make [it], then I’m not making it!” ».
2. ↑  Citation originale : (en) « probably one of the most seminal records I’ve heard in the last 10 years ».
3. ↑  Citation originale : (en) « They sound fantastic – their gospel-trained frontman, Jacob Lusk, has an astonishing falsetto voice, tender and eerie; their sound variously touches on 60s soul, disco and jazz-inflected pre-rock’n’roll pop – but while their songs are beautiful, they are also often measured and opaque. They require close attention, which they get: the crowd seems rapt ».
4. ↑  Citation originale : (en) « an album of real emotional depth ».
5. ↑  Citation originale : (en) « unique exploration of love and loss ».